# Гаврил Душков
Гаврил Душков Бойдашек е български просветен деец и общественик.

## Биография
Гаврил Душков е роден през 1868 година в Копривщица, тогава в Османската империя. Жени се за Анна Атанасова Мандулова, с която имат син Атанас Душков.
Семейството се преселва във Фердинанд, където Гаврил Душков учителства и от 1895 година взима активно участие в дейността на Фердинандското македоно-одринско дружество.
Народно читалище „Разум – 1883“ в Монтана е създадено през 1883 г. Негов първи председател е Гаврил Душков, който донася от град Копривщица възрожденските идеи на времето. Като всички читалища в този период и то поставя началото на библиотечната, театралната и музикалната дейност в града.
Умира през 1963 година и е погребан в Централните софийски гробища.